# Erin Krakow

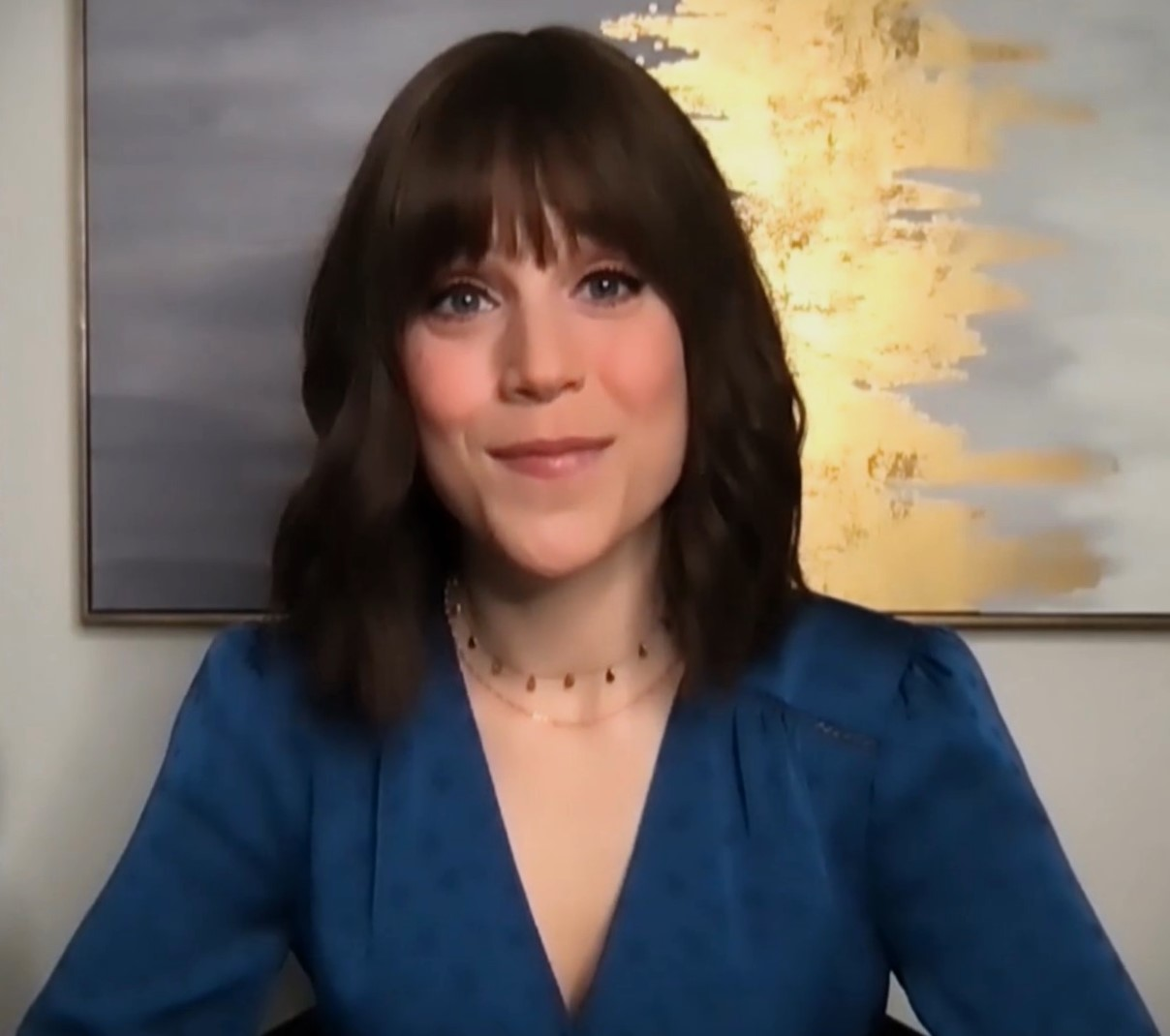
Erin Krakow, 2021

Erin Krakow (* 5. September 1984 in Philadelphia, Pennsylvania) ist eine US-amerikanische Schauspielerin.

## Leben und Karriere
Die aus Philadelphia stammende Erin Krakow besuchte die Dreyfoos School of the Arts in West Palm Beach in Florida. Ihr Schauspielstudium absolvierte sie an der Juilliard School.
Ihre erste Fernsehrolle erlangte Krakow im Jahr 2010 mit der Rolle der Tanya Gabriel in der langlebigen Lifetime-Serie Army Wives. Ihre Rolle gehörte in der vierten und fünften Staffel zur Nebenbesetzung, in der sechsten Staffel hatte sie eine Hauptrolle inne. Nach dem Ausstieg aus der Serie war sie 2013 in der auf ABC ausgestrahlten Serie Castle zu Gast. Seit Januar 2014 gehört sie der Hauptbesetzung der Fernsehserie Janette Oke: Die Coal Valley Saga des Senders Hallmark Channel an.

## Filmografie
- 2010–2012: Army Wives (Fernsehserie, 18 Folgen)
- 2013: Castle (Fernsehserie, Folge 5x13)
- 2014: Foto mit Happy End (Friend Request, Chance at Romance[4] (Originaltitel) Fernsehfilm)
- seit 2014: Janette Oke: Die Coal Valley Saga (When Calls the Heart, Fernsehserie)
- 2014: Liebesgrüße aus der Weihnachtsbäckerei (A Cookie Cutter Christmas, Fernsehfilm)
- 2016: Navy CIS: L.A. (NCIS: Los Angeles, Fernsehserie, Folge 7x02)
- 2016: Finding Father Christmas (Fernsehfilm)
- 2017: Engaging Father Christmas (Fernsehfilm)
- 2017: Navy CIS (NCIS, Fernsehserie, Folge 14x24)
- 2018: Marrying Father Christmas (Fernsehfilm)
- 2019: A Summer Romance (Fernsehfilm)
- 2019: Sense, Sensibility & Snowmen (Fernsehfilm)
- 2021: It Was Always You (Fernsehfilm)
- 2023: The Wedding Cottage (Fernsehfilm)
- 2024: Blind Date Book Club (Fernsehfilm)
- 2024: Santa Tell Me (Fernsehfilm)